# GMC・タイフーン

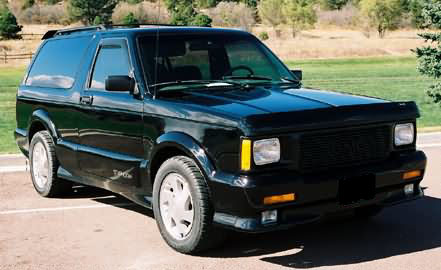
タイフーン

GMC・タイフーン（GMC Typhoon ）はゼネラルモーターズがGMCブランドで生産・販売していた3ドアSUVである。GMC・ジミー(S-15)のハイパフォーマンスバージョンとして1992年に開発され、1992年から1993年の間にミシガン州トロイのプロダクション・オートモーティブ・システムズ（Production Automotive Systems ）で4697台が生産された。

## 概要
メカニズム面はピックアップトラックのGMC・ソノマをベースに開発され、ほぼ同時期に生産されたGMC・サイクロンと共通点が多い。エンジンはGMC・サファリ/シボレー・アストロに搭載された4,300ccV型6気筒のLB4型を三菱TD06-17Cターボチャージャー＋ギャレット水冷／空冷インタークーラーで過給、スモールブロックエンジン用の吸気／排気マニホールドとスロットルボディ流用などのチューニングで最高出力280hp(209kW)、最大トルク49.7kg-m(488N-m)を発揮する。ドライブトレインはフルタイム四輪駆動で、ボルグワーナー製トランスファーで前軸35％：後軸65％に配分、4速オートマチックトランスミッションを搭載する。
足回りはフロントがダブルウィッシュボーン式サスペンション＋トーションバースプリング、リアがリジッドアクスル＋リーフスプリングで、S-15ジミーに比べて2インチのローダウンが施され、ビルシュタイン製ショックアブソーバーを装着している。
ブレーキはフロントが13インチベンチレーテッドディスクブレーキ、リアがドラムブレーキを採用、四輪ABSを装備する。
市販状態の動力性能はサイクロンに比べると140kgの重量増のため一歩譲るものの、停止状態から時速60マイル（約96km/h）までの発進加速は5.3秒、SS1／4マイル（ゼロヨン相当）は14秒台を記録する。
外装はサイクロンに近似した形状のグランドエフェクトとフォグランプ、アルミホイールが装備される。車内は革張りシートを採用、乗車定員は4人である。
車体色はサイクロンの黒一色に対して生産年ごとにバリエーションが設定された。
- 1992年（色は窓回り／下部）
  - ミッドナイトブラック
  - ミッドナイトブラック／アージェントグレー
  - フロストホワイト／アージェントグレー
  - アスペンブルー／アージェントグレー
  - ブライトティール／アージェントグレー
  - アップルレッド／アージェントグレー
  - フォレストグリーンメタリック／アージェントグレー
  - レイダーブルー

- 1993年
  - ブラック
  - ブラック／アージェントグレー
  - フロストホワイト
  - フロストホワイト／アージェントグレー
  - ロイヤルブルーメタリック／アージェントグレー
  - ブライトティール／アージェントグレー
  - アップルレッド
  - アップルレッド／アージェントグレー
  - ガーネットレッド／アージェントグレー
  - フォレストグリーンメタリック／アージェントグレー
  - ラズベリーメタリック